# 크리스티안 에밀 크라그유엘빈프리스
크리스티안 에밀 크라그유엘빈프리스(덴마크어: Christian Emil Krag-Juel-Vind-Frijs, 1817년 12월 8일~1896년 10월 12일)는 덴마크의 정치인이다. 1865년 11월 6일부터 1870년 5월 28일까지 제11대 덴마크의 총리를 역임했다.